# Chiasmocleis supercilialba
Chiasmocleis supercilialba es una especie de anfibio anuro de la familia Microhylidae.

## Distribución geográfica
Esta especie habita:
- en Brasil en los estados de Acre y Rondônia;
- en Perú, en la región de Madre de Dios, en el parque nacional Manú, a unos 350 m sobre el nivel del mar.[1]

## Etimología
El nombre específico supercilialba proviene del latín supercilium, la ceja, y de albus, blanco, en referencia a la notable franja blanca presente sobre los ojos.

## Publicación original
- Morales & McDiarmid, 2009 : A new species of Chiasmocleis (Anura: Microhylidae) from southern Amazonian Peru with comments on some other microhylids. Biotempo, vol. 9, p. 71-76[2]